# Maa-alused
Maa-alused eram, na mitologia estoniana, misteriosas criaturas élficas, as quais viviam sob a terra. Acredita-se que tinham uma vida paralela à dos humanos, com a característica de ser totalmente ao contrário: o que é "em cima" ou "para cima" vira "embaixo" ou "para baixo"; o que é "direita" torna-se "esquerda", e assim por diante. Tudo o que estava em seu poder era diminuído em tamanho.